# دلمار (ماريلاند)
دلمار (بالإنجليزية: Delmar, Maryland)‏ هي بلدة تقع في مقاطعة ويكوميكو (ماريلاند) بولاية ماريلاند في الولايات المتحدة. تبلغ مساحتها 4.48 (كم²)، وترتفع عن سطح البحر 15 م، بلغ عدد سكانها 3003 نسمة في عام 2010 حسب إحصاء مكتب تعداد الولايات المتحدة وتصل الكثافة السكانية فيها 674.1 نسمة/كم2.

## التركيبة السكانية
قام مكتب تعداد الولايات المتحدة بتحديد بيانات التركيبة السكانية لدلمار في تعداد الولايات المتحدة. في ما يلي، التركيبة السكانية حسب تعدادي 2000 و2010.

### تعداد عام 2000
بلغ عدد سكان دلمار 514 نسمة بحسب تعداد عام 2000، وبلغ عدد الأسر 195 أسرة وعدد العائلات 141 عائلة مقيمة في المدينة. في حين سجلت الكثافة السكانية 671.9 نسمة لكل ميل مربع (259.4/كم2). وبلغ عدد الوحدات السكنية 210 وحدة بمتوسط كثافة قدره 274.5 نسمة لكل ميل مربع (106.0/كم2).
وتوزع التركيب العرقي للمدينة بنسبة 99.42% من البيض و 0.19% من الأمريكيين الأصليين و 0.19% من الأمريكيين ذوي الأصول الآسيوية و 0.19% من عرقين مختلطين أو أكثر.
بلغ عدد الأسر 195 أسرة كانت نسبة 37.9% منها لديها أطفال تحت سن الثامنة عشر تعيش معهم، وبلغت نسبة الأزواج القاطنين مع بعضهم البعض 60.5% من أصل المجموع الكلي للأسر، ونسبة 7.7% من الأسر كان لديها معيلات من الإناث دون وجود شريك، وكانت نسبة 27.2% من غير العائلات. تألفت نسبة 25.6% من أصل جميع الأسر من أفراد ونسبة 15.4% كانوا يعيش معهم شخص وحيد يبلغ من العمر 65 عاماً فما فوق. وبلغ متوسط حجم الأسرة المعيشية 3.15، أما متوسط حجم العائلات فبلغ 2.64.
بلغ العمر الوسطي للسكان 36 عاماً. وكانت نسبة 6.0% بين الثامنة عشر والأربعة وعشرون عاماً، ونسبة 27.6% كانت واقعةً في الفئة العمرية ما بين الخامسة والعشرون حتى والأربعة وأربعون عاماً، ونسبة 20.0% كانت ما بين الخامسة والأربعون حتى الرابعة والستون، ونسبة 15.4% كانت ضمن فئة الخامسة والستون عاماً فما فوق. يوجد لكل 100 أنثى 91.1 ذكر، ويوجد لكل 100 أنثى في الثامنة عشر من عمرها فما فوق 87.8 ذكر.
بلغ متوسط دخل الأسرة في المدينة 29,375 دولار، أما متوسط دخل العائلة فبلغ 37,750 دولار. وكان متوسط دخل الذكور 28,125 دولار مقابل 18,125 دولار للإناث. وسجل دخل الفرد الخاص بالمدينة 14,469 دولار. وكانت نسبة 7.5% من العائلات ونسبة 6.7% من السكان تحت خط الفقر، وكان من هؤلاء نسبة 3.6% تحت سن الثامنة عشر ونسبة 18.4% في الخامسة والستين من العمر وما فوق.

### تعداد عام 2010
بلغ عدد سكان دلمار 3,003 نسمة بحسب تعداد عام 2010، وبلغ عدد الأسر 1,162 أسرة وعدد العائلات 742 عائلة مقيمة في البلدة. في حين سجلت الكثافة السكانية 1,745.9 نسمة لكل ميل مربع (674.1/كم2). وبلغ عدد الوحدات السكنية 1,382 وحدة بمتوسط كثافة قدره 803.5 لكل ميل مربع (310.2/كم2).
وتوزع التركيب العرقي للبلدة بنسبة 68.2% من البيض و 0.3% من الأمريكيين الأصليين و 5.5% من الأمريكيين ذوي الأصول الآسيوية و 21.3% من الأمريكيين الأفارقة و 3.1% من عرقين مختلطين أو أكثر.
بلغ عدد الأسر 1,162 أسرة كانت نسبة 40.0% منها لديها أطفال تحت سن الثامنة عشر تعيش معهم، وبلغت نسبة الأزواج القاطنين مع بعضهم البعض 37.0% من أصل المجموع الكلي للأسر، ونسبة 20.1% من الأسر كان لديها معيلات من الإناث دون وجود شريك، بينما كانت نسبة 6.8% من الأسر لديها معيلون من الذكور دون وجود شريكة وكانت نسبة 36.1% من غير العائلات. تألفت نسبة 27.1% من أصل جميع الأسر من أفراد ونسبة 5.9% كانوا يعيش معهم شخص وحيد يبلغ من العمر 65 عاماً فما فوق. وبلغ متوسط حجم الأسرة المعيشية 3.11، أما متوسط حجم العائلات فبلغ 2.58.
بلغ العمر الوسطي للسكان 30.5 عاماً. وكانت نسبة 27.8% من القاطنين تحت سن الثامنة عشر، وكانت نسبة 12.1% بين الثامنة عشر والأربعة وعشرون عاماً، ونسبة 29.4% كانت واقعةً في الفئة العمرية ما بين الخامسة والعشرون حتى والأربعة وأربعون عاماً، ونسبة 22.7% كانت ما بين الخامسة والأربعون حتى الرابعة والستون، ونسبة 8.2% كانت ضمن فئة الخامسة والستون عاماً فما فوق. وتوزع التركيب الجنسي للسكان بنسبة 45.7% ذكور و54.3% إناث.

## وصلات خارجية
- www.townofdelmar.us
- The US50 - Cities and Towns in Maryland State
- Maryland Cities and Towns, Facts, Map, Flag, Colleges, Government, and More